# Barreiros (Galiza)

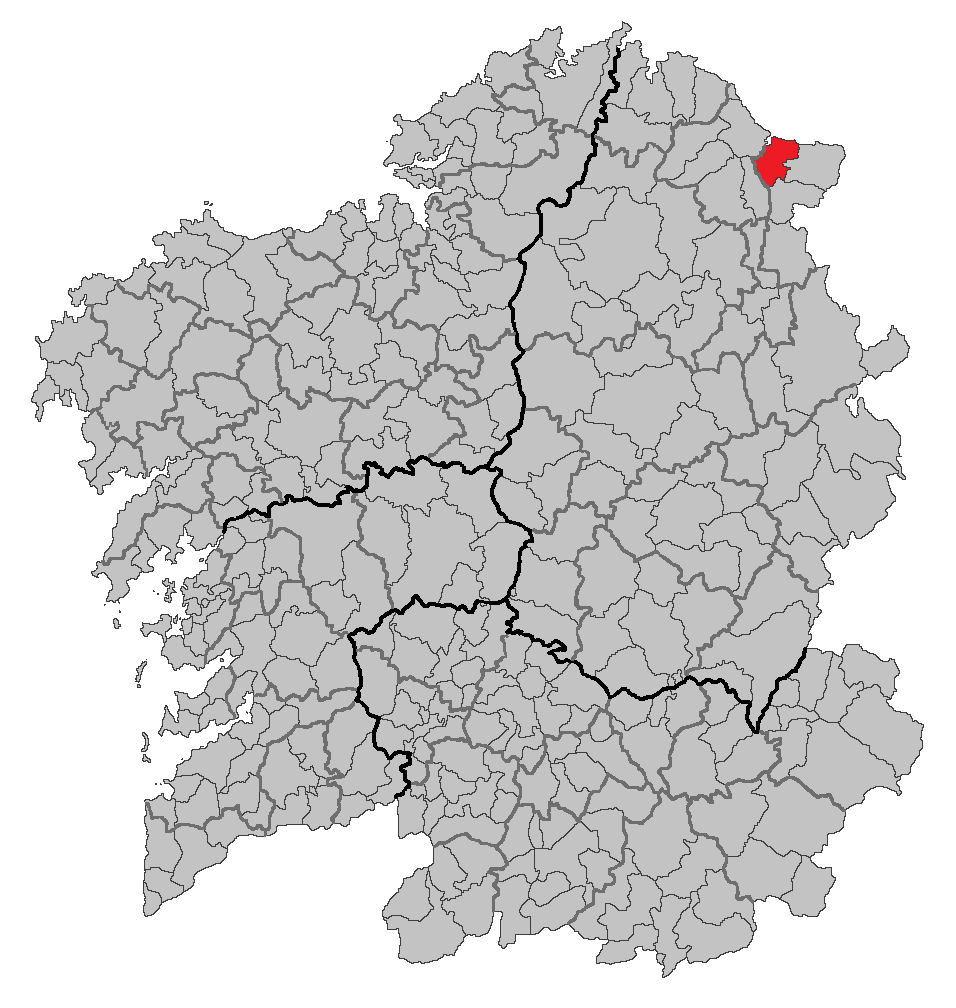
Localização de Barreiros (Espanha)

Barreiros é um município da Espanha na província 
de Lugo, 
comunidade autónoma da Galiza, de área 72 km² com 
população de 3246 habitantes (2007) e densidade populacional de 45,08 hab./km².

## Demografia
| Variação demográfica do município entre 1991 e 2004 | Variação demográfica do município entre 1991 e 2004 | Variação demográfica do município entre 1991 e 2004 | Variação demográfica do município entre 1991 e 2004 |
| --------------------------------------------------- | --------------------------------------------------- | --------------------------------------------------- | --------------------------------------------------- |
| 1991                                                | 1996                                                | 2001                                                | 2004                                                |
| 3801                                                | 3574                                                | 3346                                                | 3278                                                |